# Гіла
Гіла (Melanerpes) — рід дятлів родини дятлових (Picidae), поширених у Новому Світі. 24 представники роду - це переважно яскраві птахи, з помітним чорно-білим забарвленням, з домішкою червоного та жовтого.

## Таксономія
Рід гіла був запроваджений англійським орнітологом Вільямом Джоном Свенсоном у 1832 році, щоб класифікувати  гілу червоновголову (Melanerpes erythrocephalus). Узагальнена назва поєднує давньогрецьке melas, що означає "чорний", та herpes, що означає "плазун". Рід утворює частину великої триби Melanerpini, куди входять також північноамериканські смоктуни з роду Sphyrapicus та монотипний рід Xiphidiopicus, що містить лише кубинського дятла (Xiphidiopicus percussus). 

## Характеристика
Члени роду гіла — це малі та середні дятли, що зустрічаються виключно в Новому Світі. Деякі є ендеміками Вест-Індії і включають види з Іспаньйоли, Пуерто-Рико, Ямайки та Гваделупи; один підвид, вестіндський дятел з Великого Багама (M. superciliaris bahamensis) вимер у 1950-х роках. Більшість видів походять з Центральної та Південної Америки. Більшість видів мають яскраві чорно-білі узори, з окремими червоними та жовтими ознаками . Дзьоби довгі і загострені, а іноді вигнуті. Статі  У багатьох видів статі відрізняються, як за кольором, так і за розміром. 
Деякі види, такі як гіла чорновола та гіла чорношия - товариські, шукають поживу зграями, перегукуються голосом та гніздяться спільно. Вони мають складні системи розмноження і виведення пташенят, як наприклад залучення деяких молодих птахів як помічників, які допомагають у вихованні молодняку. Як і в інших дятлів, значну частину раціону складають комахи, яких деякі види дятлів ловлять комах на льоту; фрукти також становлять велику частину їхньої поживи, а деякі види споживають сік дерев. Всі вони гніздяться в дуплах, які вони видовбують у деревах, а гіла мала та гіла нікарагуанська незвичайні тим, що іноді залазять у свої дупла задки. 

## Види
Рід включає 24 види: 
- Гіла біла (Melanerpes candidus)
- Гіла рожевочерева (Melanerpes lewis)
- Гіла чорна (Melanerpes herminieri)
- Гіла червоногорла (Melanerpes portoricensis)
- Гіла червоноголова (Melanerpes erythrocephalus)
- Гіла чорновола (Melanerpes formicivorus)
- Гіла чорношия (Melanerpes cruentatus)
- Гіла жовтогорла (Melanerpes flavifrons)
- Гіла маскова (Melanerpes chrysauchen)
- Гіла колумбійська (Melanerpes pulcher)[8]
- Гіла чорнощока (Melanerpes pucherani)
- Гіла кактусова (Melanerpes cactorum)
- Гіла гаїтянська (Melanerpes striatus)
- Гіла ямайська (Melanerpes radiolatus)
- Гіла мексиканська (Melanerpes chrysogenys)
- Гіла сірогорла (Melanerpes hypopolius)
- Гіла юкатанська (Melanerpes pygmaeus)
- Гіла мала (Melanerpes rubricapillus)
- Гіла каліфорнійська (Melanerpes uropygialis)
- Гіла нікарагуанська (Melanerpes hoffmannii)
- Гіла золотоголова (Melanerpes aurifrons)
- Гіла жовточерева (Melanerpes santacruzi)[9]
- Гіла каролінська (Melanerpes carolinus)
- Гіла багамська (Melanerpes superciliaris) 
  - Гіла багамська багамська (Melanerpes superciliaris bahamensis ( вимерла : у 1950-х)

## Зовнішні посилання
- Melanerpes [Архівовано 14 травня 2011 у Wayback Machine.]

| Птах | Це незавершена стаття з орнітології. Ви можете допомогти проєкту, виправивши або дописавши її. |